# غويليرمي بالا
غويليرمي بالا (بالبرتغالية: Guilherme Bala‏) هو لاعب كرة قدم إماراتي-برازيلي، ولد في 16 سبتمبر 2001 في ريو دي جانيرو في البرازيل يلعب في نادي شباب الأهلي الإماراتي.

## مسيرة اللاعب
لعب في الفئات السنية في نادي فلامنغو نادي فيروفياريا و انتقل إلى نادي شباب الأهلي الإماراتي في عام 2019 و حصل على الجنسية الإماراتية في عام 2023.